# Prometeo (Goethe)

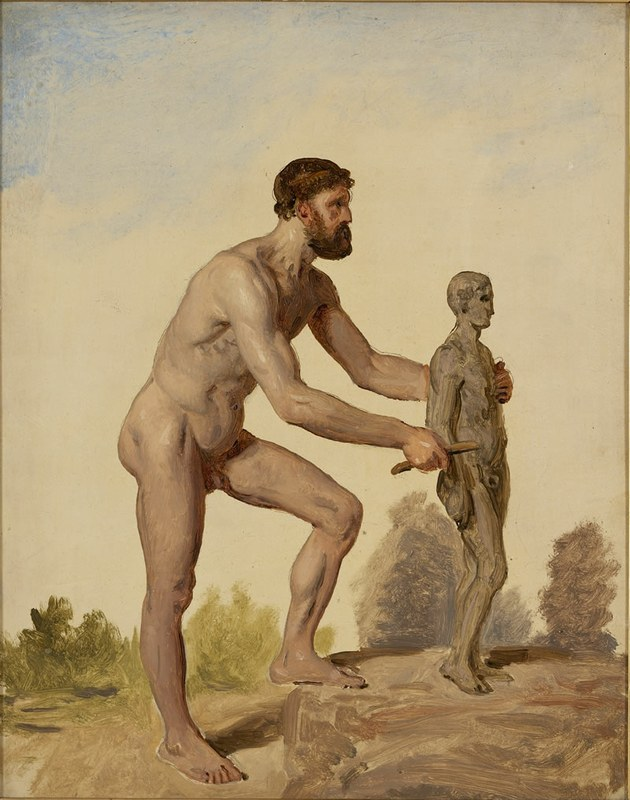
Bosquejo de Prometeo modelando al hombre de barro, en la parte izquierda de un fresco en el vestíbulo de la Universidad de Copenhague.

Prometeo es un poema escrito por Goethe entre 1772 y 1774. El yo poético del texto es el personaje mítico Prometeo, quien se dirige de manera desafiante a Zeus, defendiendo la liberación del ser humano frente al culto de lo divino. 
El poema es una importante pieza del movimiento Sturm und Drang. También puede relacionarse con los ideales de la Ilustración, puesto que proclama la autonomía del ser humano respecto a lo divino. Según algunas interpretaciones, el poema de Goethe pone en entredicho la posible existencia de Dios.